# Walther Schwering
Walther Schwering (* 22. August 1885 in Billerbeck; † 1. Februar 1915 in Tournai) war ein deutscher Klassischer Philologe. Er war von 1908 bis 1914 Assistent beim Thesaurus Linguae Latinae in München.

## Leben
Walther Schwering war der älteste Sohn des Sanitätsrats Walter Schwering (1850–1936) und seiner Frau Johanna geb. Heyl (1858–1938). Er wuchs mit neun jüngeren Geschwistern in Billerbeck auf, wo er die Rektoratsschule besuchte. Ab 1898 besuchte er das Gymnasium in Warendorf und wohnte dort bei seinem Onkel, dem Stadtmissionar Felix Schwering. Als dieser 1900 eine Pfarrstelle in Albersloh annahm, wechselte Walther an das Königliche Gymnasium in Coesfeld und legte dort 1903 die Reifeprüfung ab. Zum Sommersemester 1903 ging er an die Universität Münster und studierte Klassische Philologie, Archäologie und Geschichte. Am meisten prägte ihn der Philologe Peter Sonnenburg, dessen Vorlesungen und Seminarübungen zu den altlateinischen Texten Schwering zu seinem ersten Forschungsschwerpunkt führten: der Plautus-Forschung. Zusätzlich besuchte er die Sanskrit-Übungen des Professors Wilhelm Streitberg, der in den folgenden Jahren neben Sonnenburg sein wichtigster akademischer Mentor wurde. Im August 1907 wurde Schwering mit einer Dissertation zum Amphitruo des Plautus zum Dr. phil. promoviert. Danach bereitete er sich auf die Lehramtsprüfung vor, die er jedoch nach mehreren Versuchen wegen mangelhafter Ergebnisse im Fach Philosophie nicht bestand.
Am 1. September 1908 erhielt Schwering eine Anstellung am Thesaurus Linguae Latinae in München, wo er ab dem 1. Oktober 1908 die preußische Assistentenstelle bekleidete. Er exzerpierte dort verschiedene spätlateinische Texte (Bruns’ Fontes iuris, Rufinus’ Übersetzung von Origenes’ Kommentar zu den Römerbriefen, lateinische Inschriften und Anderes), arbeitete am Eigennamenverzeichnis mit und verfasste Artikel für die Bände III und IV. Im Zuge dieser Arbeit trieb er auch seine eigene Forschung voran. Dabei unterstützte ihn Wilhelm Streitberg, der 1909 an die Universität München gewechselt war. In der von Streitberg herausgegebenen Zeitschrift Indogermanische Forschungen veröffentlichte Schwering Aufsätze zum Einfluss des Griechischen auf das Lateinische und zur lateinischen Semantik. Für das Wintersemester 1912/13 erhielt er Urlaub, um an der Berliner Universität Philosophie zu studieren.
Aus seinen semantischen Studien entwickelte Schwering ein Habilitationsprojekt, die Ermittlung der wahren Bedeutung des Wortfeldes contaminare in der römischen Dichtung. Seine Thesen stellte er bereits im 1914 in einem Vortrag vor. Er kam jedoch nicht mehr zur Ausarbeitung, denn nach einem Urlaub im Sommer 1914 und dem Ausbruch des Ersten Weltkriegs meldete er sich freiwillig.
Ab dem 26. August 1914 gehörte er dem Landsturm an und wurde zum Soldaten ausgebildet. Am 1. November wurde er zum Gefreiten ernannt und dem 2. Bayerischen Infanterie-Regiment zugeordnet. Am 19. Dezember wurde er mit seiner Einheit nach Belgien geschickt und an der Westfront eingesetzt. Ab dem 22. Dezember war er in Commines stationiert, Ab dem 4. Januar 1915 war er in Kampfhandlungen verwickelt. Wenige Tage später erkrankte er an Typhus und wurde am 27. Januar ins Lazarett eingewiesen. Am 30. Januar wurde er nach Tournai verlegt, wo er zwei Tage später starb. Er wurde in Tournai bestattet und in den 1950er Jahren auf einen Soldatenfriedhof in Vladslo umgebettet.
Anlässlich seines 100. Todestages erschien im Sommer 2015 der Briefwechsel von Walther Schwering mit seiner Mutter unter dem Titel In der Ferne das Donnern der Kanonen.

## Schriften (Auswahl)
- Ad Plauti Amphitruonem prolegomena. Greven 1907 (Dissertation, Universität Münster)
- Deus und divus. Eine semasiologische Studie als Ergänzung zum Artikel divus im Thesaurus linguae Latinae. In: Indogermanische Forschungen. Band 34 (1914), S. 1–44
- Die sogenannte Kontamination in der lateinischen Komödie. In: Neue Jahrbücher für das klassische Altertum, Geschichte und deutsche Litteratur und für Pädagogik. Band 37 (1916), S. 167–185